# Funérailles nationales au Canada

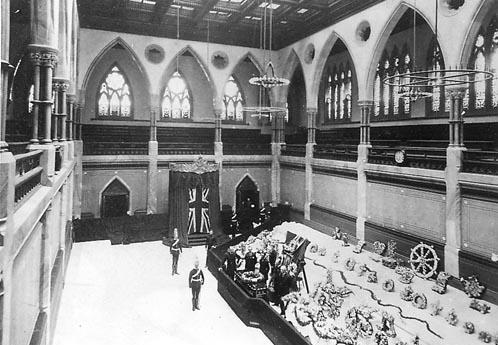
Les restes de John A. Macdonald exposés dans la salle du Sénat, 1891

Les funérailles d'État au Canada sont des événements publics organisés pour rendre hommage  aux anciens gouverneurs généraux, premiers ministres, et autres membres du gouvernement  décédés dans l’exercice de leurs fonctions et, à la discrétion du gouvernement, d'autres éminents Canadiens. Avec des éléments cérémoniaux, militaires et religieux incorporés, les funérailles d'État sont offertes et mis en œuvre  par le gouverneur général en conseil, qui offre au peuple canadien une manière digne de pleurer une personnalité publique nationale. Les gouvernements provinciaux et territoriaux peuvent également organiser des funérailles nationales pour les citoyens de leur territoire. Cependant, la plupart des funérailles d’État relèvent de la compétence fédérale.
Comme le Canada partage la personne de son monarque avec les autres royaumes du Commonwealth, les funérailles des souverains du Canada, ainsi que de leurs épouses, ont généralement lieu dans le royaume le plus ancien et le plus peuplé du monarque, le Royaume-Uni. Au Canada, un service de commémoration est organisé par la couronne fédérale en conseil et parfois également par les couronnes provinciales.

## Déroulement
Les funérailles nationales ne sont exigées par aucune loi et la famille du défunt peut choisir de ne pas organiser un tel événement. Si la famille accepte des funérailles nationales, le ministère du Patrimoine canadien (DCH) travaillera en étroite consultation avec elle, ainsi qu'avec d'autres ministères gouvernementaux et éléments du secteur privé, le degré de participation dépendant de la taille et de la complexité de l'événement. De même, le calendrier varie au cas par cas, la plupart durent entre cinq et six jours, pendant lesquels le drapeau national est mis en berne sur la Tour de la Paix sur la Colline du Parlement à Ottawa et sur d'autres installations appartenant à la Couronne fédérale. à travers le pays.

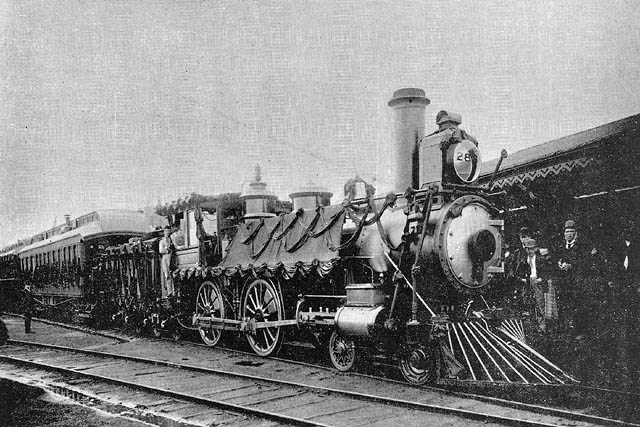
Le train funéraire de John A. Macdonald, tiré par le Canadien Pacifique no 283, transportant sa dépouille le 10 juin 1891 d'Ottawa à Kingston, en Ontario

Une déclaration officielle émise par le gouverneur général en conseil est généralement diffusée par les médias pour informer le grand public de l'imminence de funérailles nationales, tandis que le Ministère du Patrimoine canadien émet des invitations selon l'ordre de préséance, en incluant les chefs d'État et de gouvernement étrangers.
Pendant ce temps, dans les jours précédant les funérailles, le corps est transporté du lieu du décès à Ottawa, après quoi le cercueil est accueilli par une garde d'honneur composée des Governor General's Foot Guards pour un ancien gouverneur général et de la  Gendarmerie royale du Canada pour un ancien premier ministre, d'autres ministres ou des personnalités honorées - et escortées par la GRC jusqu'à l'Édifice du Centre du Parlement. Là, les restes sont exposés pendant deux jours, avec quatre membres de la garde d'honneur correspondante assurant une veillée constante ; pour les restes des gouverneurs généraux, cela a lieu dans la salle du Sénat, dans la Hall d'honneur pour ceux des premiers ministres et dans d'autres salles pour d'autres personnes. Durant les deux jours, des heures sont fixées pour les membres du public. Le cercueil est ensuite escorté de l'Édifice du Centre jusqu'à un corbillard en attente tandis qu'une salve d'artillerie est tirée. 21 coups pour un gouverneur général, 19 coups pour un premier ministre et 15 coups pour les autres. Le cercueil est ensuite transporté soit vers un autre endroit du pays pour d'autres moments  commémoratifs, soit vers le lieu de sépulture.

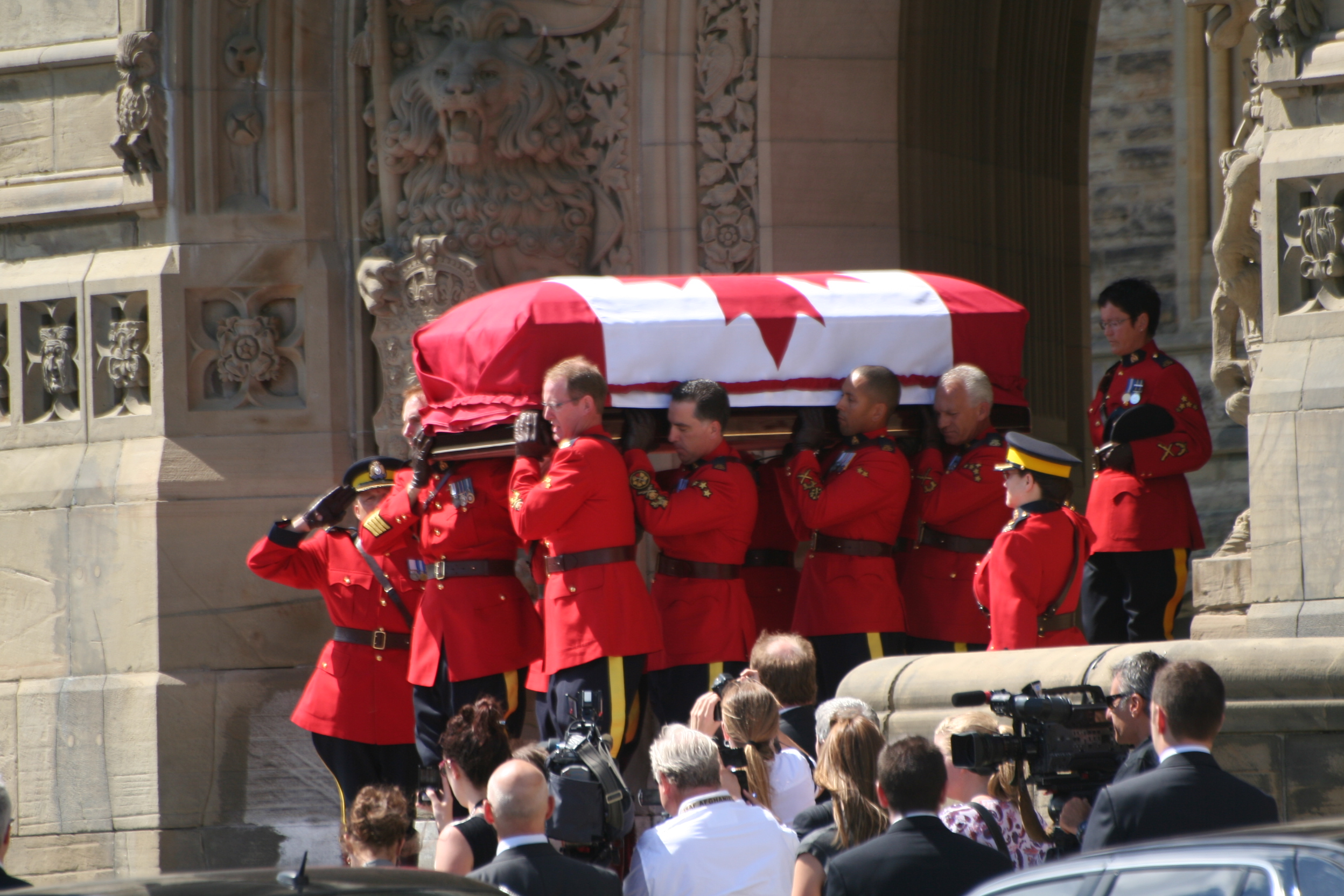
Le cercueil de Jack Layton déplacé de l'édifice du Centre du Parlement après avoir été exposé en état

Les services commémoratifs funéraires d'État ont généralement lieu dans les églises. Le choix de l'église d'accueil dépend de la foi religieuse du défunt. Cependant, depuis 1968, toutes les funérailles nationales organisées à Ottawa comprennent un service à la cathédrale Christ Church de l'Église anglicane du Canada ; ses cinq funérailles nationales sont les plus importantes de tous les lieux. Trois autres églises ont accueilli deux funérailles nationales : l'église anglicane All Saints, la basilique-cathédrale Notre-Dame et l'église presbytérienne St Andrew's, toutes à Ottawa. Les funérailles d'État de Jack Layton, tenues en 2011 au Roy Thomson Hall de Toronto, sont les seules funérailles d'État au Canada à avoir eu lieu à l'extérieur d'une église.
Semblable aux funérailles d'État, une cérémonie de commémoration est un service religieux et/ou commémoratif pour marquer le décès du monarque du Canada (voir Monarchie du Canada#Cérémonies commémoratives ) ou d'un époux royal (qui ont tous deux généralement leurs funérailles d'État au Royaume-Uni), une personne issue d'une famille qui n'a pas souhaité de funérailles nationales, ou un dignitaire étranger. Par exemple, une cérémonie de commémoration a eu lieu à Ottawa en 2002 pour le décès de la reine Elizabeth, la reine mère, épouse du roi George VI. Un service a eu lieu en 2013 pour Nelson Mandela, l'ancien président de l'Afrique du Sud. Néanmoins, ces commémorations peuvent être qualifiées de funérailles nationales par le gouvernement canadien. Les provinces organiseront également leurs propres cérémonies de commémoration pour le décès du souverain du pays ou d'une épouse royale.
Ce ne sont pas tous ceux qui sont exposés au Parlement, ni tous ceux pour qui les drapeaux sont en berne, qui bénéficient de funérailles nationales. Une exception a été faite pour les funérailles du sergent à la retraite Ernest Smith, le dernier Canadien vivant à avoir reçu la Croix de Victoria de la Seconde Guerre mondiale.
En planifiant des funérailles nationales, le gouvernement fait « tout son possible pour répondre aux souhaits de la famille » et celle-ci peut refuser cet honneur. Des funérailles nationales ont été offertes au ministre québécois assassiné Pierre Laporte en 1970, mais sa veuve a refusé. Des funérailles nationales ont également été proposées au juge en chef Bora Laskin par le premier ministre Pierre Trudeau, mais sa famille a refusé, affirmant que Laskin « aimait les choses très simples ». Au lieu de cela, Laskin a eu l’honneur d’être exposé sur la Colline du Parlement.

## Histoire

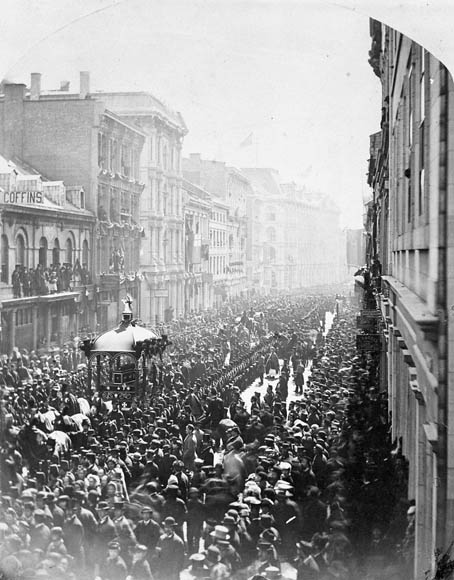
Le cortège funèbre de Thomas D'Arcy McGee à Montréal, 1868

Les premières funérailles d'État au Canada ont eu lieu pour Thomas D'Arcy McGee après son assassinat en avril 1868. Le premier gouverneur général du Canada à recevoir des funérailles d'État fut Lord Tweedsmuir en 1940, décédé en fonction. Sir John A. Macdonald, premier premier ministre du Canada, a également été le premier à recevoir des funérailles nationales. Jack Layton a été le premier chef de la loyale opposition de Sa Majesté qui n'était pas également un ancien premier ministre à être honoré par des funérailles nationales ; après avoir été exposé en état dans le foyer de la Chambre des communes, les funérailles ont eu lieu au Roy Thomson Hall à Toronto.
Tous les premiers ministres du Canada ont eu droit à des funérailles nationales, sauf deux. Après le décès du deuxième premier ministre du Canada, Alexander Mackenzie, les drapeaux ont été mis en berne dans tout le pays et le Parlement a été ajourné à la suite des discours commémoratifs de l'ancien premier ministre, mais même si des funérailles nationales ont été suggérées, elles n'ont pas été ordonnées. Les funérailles de Mackenzie ont eu lieu à l' église baptiste de la rue Jarvis en présence de représentants du cabinet fédéral ainsi que du chef de l'opposition Wilfrid Laurier et de presque tous les membres de l'Assemblée législative de l'Ontario,,.
L'ancien premier ministre RB Bennett n'a pas eu de funérailles nationales puisqu'il avait déménagé en Angleterre après avoir quitté la politique canadienne. Il a été enterré en Angleterre dans le cimetière St. Michael's, Mickleham dans « un simple service privé ».

### Cérémonies pour les monarques
Pour marquer la mort de la reine Victoria en 1901, la couronne fédérale en conseil a organisé des salves d'armes à feu sur la Colline du Parlement, dans la capitale nationale, ainsi que dans les manèges militaires partout au pays. Le jour de ses funérailles au Royaume-Uni, le 2 février, a été déclaré jour de deuil national. À la mort du roi Édouard VII en 1910, la date de ses funérailles, le 20 mai, fut fixée comme fête nationale, au cours de laquelle des défilés militaires et des hommages furent organisés à travers le pays.
La mort du roi George V a été officiellement reconnue le jour de ses funérailles au Royaume-Uni, le 28 janvier 1936, par une proclamation royale du gouverneur général , Lord Tweedsmuir, exhortant les Canadiens à assister aux services religieux et à draper les édifices publics de crêpe noir. Entre la mort du roi et ses funérailles, les palais de justice furent fermés. Alors que le successeur de George, Édouard VIII, abdiqua de son poste de roi du Canada à la fin de 1936, aucune cérémonie ne marqua sa mort en 1972. À l'époque, la reine Elizabeth II avait reçu des messages de condoléances du gouverneur général Roland Michener et du premier ministre Pierre Trudeau, et le Parlement fédéral avait adopté une motion exprimant sa sympathie. Aucun n'a fait mention du rôle antérieur du duc en tant que roi du Canada, seulement de son passage en tant que prince de Galles. Le premier ministre Louis St Laurent a déposé une couronne à l'édifice du Centre, à Ottawa, le 15 février 1952, jour de l'enterrement de George VI. Ce jour n'était un jour férié que dans certaines provinces, tandis que dans d'autres, c'était aux municipalités de décider de la manière de commémorer le roi.

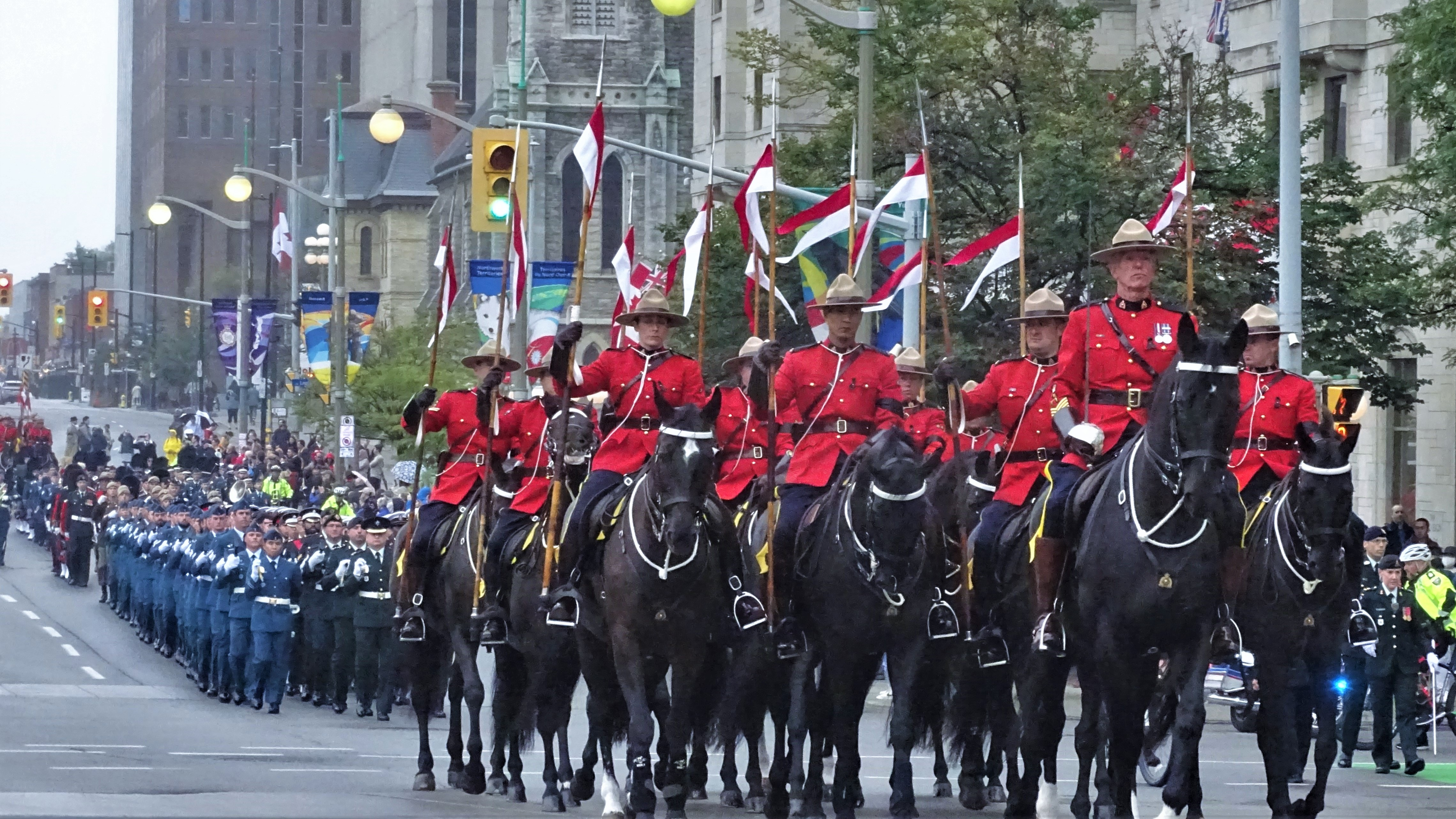
Le défilé militaire tenu à Ottawa avant la cérémonie nationale de commémoration de la mort de la reine Elizabeth II

Lorsque la reine Elizabeth II est décédée le 8 septembre 2022, après 70 ans de règne en tant que reine du Canada, le pays est immédiatement entré dans une période de deuil officiel. Un jour férié fédéral a été déclaré pour les funérailles, tandis que les provinces ont pris diverses dispositions pour les jours fériés. 
Une cérémonie nationale de commémoration en l’honneur  d'Elizabeth II a eu lieu à la cathédrale Christ Church d'Ottawa le 19 septembre, précédée d'un défilé des Forces armées canadiennes et de la Gendarmerie royale du Canada dans le centre-ville d'Ottawa, ainsi que d'une salve de 96 coups d'artillerie. Des services de commémoration ont eu lieu dans plusieurs provinces le même jour : en Alberta, Colombie-Britannique, Manitoba, Nouveau-Brunswick, Terre-Neuve-et-Labrador, Nouvelle-Écosse, Prince Edward Île, et Saskatchewan. En Ontario, un service commémoratif a eu lieu à Toronto le 20 septembre. Sur les conseils de son cabinet, le lieutenant-gouverneur du Québec n'a autorisé aucun service commémoratif officiel.

## Liste des funérailles nationales au Canada
| Fonction                | Nom                         | Date des funérailles | Lieu des funérailles                  | Lieu de la cérémonie                             | Sources |
| ----------------------- | --------------------------- | -------------------- | ------------------------------------- | ------------------------------------------------ | ------- |
| Ministre                | Thomas D'Arcy McGee         | 1868                 | Ottawa (Ontario)                      | Basilique Saint-Patrick                          | ,       |
| Premier ministre        | John A. Macdonald           | 1891                 | Ottawa (Ontario)                      | St Alban's Anglican Church                       | ,       |
| Premier ministre        | John Abbott                 | 1893                 | Montréal (Québec)                     | Cathédrale Christ Church                         | [ 21 ]  |
| Premier ministre        | John Sparrow David Thompson | 1895                 | Halifax (Nouvelle-Écosse)             | Basilique-cathédrale Sainte-Marie                | ,       |
| Premier ministre        | Charles Tupper              | 1915                 | Halifax (Nouvelle-Écosse)             | Église Saint-Paul                                | [ 24 ]  |
| Premier ministre        | Mackenzie Bowell            | 1917                 | Belleville (Ontario)                  | Bridge Street Methodist Church                   | [ 25 ]  |
| Premier ministre        | Wilfrid Laurier             | 1919                 | Ottawa (Ontario)                      | Basilique-cathédrale Notre-Dame                  | ,       |
| Ministre                | James Robb                  | 1929                 | Salaberry-de-Valleyfield (Québec)     | Valleyfield United Church                        | [ 29 ]  |
| Ministre                | George Eulas Foster         | 1932                 | Ottawa (Ontario)                      | Chalmers United Church                           | [ 30 ]  |
| Premier ministre        | Robert Borden               | 1937                 | Ottawa (Ontario)                      | All Saints Anglican Church                       | [ 31 ]  |
| Ministre                | George Halsey Perley        | 1938                 | Ottawa (Ontario)                      | All Saints Anglican Church                       | [ 32 ]  |
| Gouverneur général      | The Lord Tweedsmuir         | 1940                 | Ottawa (Ontario)                      | Église presbytérienne Saint Andrew's             |         |
| Ministre                | Ernest Lapointe             | 1941                 | Québec (Québec)                       | Église Saint-Roch                                | ,       |
| Ministre                | Raoul Dandurand             | 1942                 | Montréal (Québec)                     | Église Saint-Viateur d'Outremont                 | [ 35 ]  |
| Premier ministre        | William Lyon Mackenzie King | 1950                 | Ottawa (Ontario)                      | Église presbytérienne Saint Andrew's             |         |
| Ministre                | Humphrey Mitchell           | 1950                 | Ottawa (Ontario)                      | St Barnabas, Apostle and Martyr, Anglican Church | [ 36 ]  |
| Ministre                | Alcide Côté                 | 1955                 | Saint-Jean-sur-Richelieu (Québec)     | Cathédrale Saint-Jean-l'Évangéliste              | ,       |
| Ministre                | Sidney Earle Smith          | 1959                 | Ottawa (Ontario)                      | Chalmers United Church                           | ,       |
| Premier ministre        | Arthur Meighen              | 1960                 | Toronto (Ontario)                     | St. Andrew's United Church                       |         |
| Ministre                | Jack Garland                | 1964                 | North Bay (Ontario)                   | St. Andrew's United Church                       | [ 40 ]  |
| Gouverneur général      | Georges Vanier              | 1967                 | Ottawa (Ontario)                      | Basilique-cathédrale Notre-Dame                  |         |
| Gouverneur général      | Vincent Massey              | 1968                 | Ottawa (Ontario)                      | Cathédrale Christ Church                         | [ 41 ]  |
| Premier ministre        | Lester B. Pearson           | 1972                 | Ottawa (Ontario)                      | Cathédrale Christ Church                         |         |
| Premier ministre        | Louis St-Laurent            | 1973                 | Québec                                | Basilique-cathédrale Notre-Dame                  |         |
| Premier ministre        | John Diefenbaker            | 1979                 | Ottawa (Ontario)                      | Cathédrale Christ Church                         | [ 42 ]  |
| Gouverneur général      | Jules Léger                 | 1980                 | Salaberry-de-Valleyfield              | Basilique-Cathédrale Sainte-Cécile               | ,       |
| Ministre                | Daniel J. MacDonald         | 1980                 | Charlottetown (Île-du-Prince-Édouard) | Basilique-cathédrale Saint-Dunstan               | ,       |
| Gouverneur général      | Roland Michener             | 1991                 | Ottawa (Ontario)                      | Cathédrale Christ Church                         | [ 47 ]  |
| Gouverneur général      | Jeanne Sauvé                | 1993                 | Montréal                              | Basilique-cathédrale Marie-Reine-du-Monde        | [ 48 ]  |
| Premier ministre        | Pierre Elliott Trudeau      | 2000                 | Montréal                              | Basilique Notre-Dame                             | [ 45 ]  |
| Gouverneur général      | Ray Hnatyshyn               | 2002                 | Ottawa (Ontario)                      | Cathédrale Christ Church                         | [ 49 ]  |
| Gouverneur général      | Roméo LeBlanc               | 2009                 | Memramcook (Nouveau-Brunswick)        | Église Saint-Thomas                              | ,       |
| Chef de l’Opposition    | Jack Layton (article)       | 2011                 | Toronto (Ontario)                     | Roy Thomson Hall                                 | [ 52 ]  |
| Ministre                | Jim Flaherty                | 2014                 | Toronto (Ontario)                     | Cathédrale Saint-Jacques de Toronto              | [ 53 ]  |
| Premier ministre        | John Turner                 | 2020                 | Toronto (Ontario)                     | Cathédrale Saint-Michel de Toronto               | [ 54 ]  |
| Membre du Conseil Privé | Ed Broadbent                | 2024                 | Ottawa                                | Centre Carleton Dominion-Chalmers                | [ 56 ]  |
| Premier ministre        | Brian Mulroney              | 2024                 | Montréal                              | Basilique Notre-Dame                             | [ 57 ]  |

## Autres funérailles de premiers ministres
| Fonction         | Nom                 | Date des funérailles | Lieu de funérailles            | Lieu                             | Sources |
| ---------------- | ------------------- | -------------------- | ------------------------------ | -------------------------------- | ------- |
| Premier ministre | Alexandre Mackenzie | 1892                 | Toronto (Ontario)              | Église baptiste de la rue Jarvis | [ 7 ]   |
| Premier ministre | R.B. Bennett        | 1947                 | Mickleham (Surrey, Angleterre) | Église Saint-Michel              | [ 8 ]   |

## Liste des cérémonies de commémoration nationales au Canada
| Fonction occupée              | Nom                               | Date de la cérémonie | Lieu de cérémonie | Bâtiment                 | Sources |
| ----------------------------- | --------------------------------- | -------------------- | ----------------- | ------------------------ | ------- |
| Reine consort                 | La reine Elizabeth, la reine mère | 9 avril 2002         | Ottawa (Ontario)  | Cathédrale Christ Church | [ 2 ]   |
| Président de l'Afrique du Sud | Nelson Mandela                    | 2013                 | Ottawa (Ontario)  | Église Unie Parkdale     | ,       |
| Prince consort                | Prince Philip, duc d'Édimbourg    | 17 avril 2021        | Ottawa (Ontario)  | Cathédrale Christ Church | [ 59 ]  |
| Reine du Canada               | Élisabeth II                      | 19 septembre 2022    | Ottawa (Ontario)  | Cathédrale Christ Church | ,       |

## Liste des funérailles d'État provinciales au Canada

### Alberta
| Fonction              | Nom            | Date des funérailles | Lieu de funérailles | Bâtiment                               | Sources |
| --------------------- | -------------- | -------------------- | ------------------- | -------------------------------------- | ------- |
| Lieutenant-gouverneur | Grant MacEwan  | 2000                 | Edmonton            | Église Unie Robertson-Wesley           | [ 62 ]  |
| Premier ministre      | Peter Lougheed | 2012                 | Edmonton            | Assemblée législative de l'Alberta     | [ 63 ]  |
| Premier ministre      | Jim Prentice   | 2016                 | Calgary             | Auditorium Jubilee du sud de l'Alberta | [ 64 ]  |

### Terre-Neuve-et-Labrador
| Fonction              | Nom          | Date des funérailles | Lieu de funérailles       | Bâtiment                       | Sources |
| --------------------- | ------------ | -------------------- | ------------------------- | ------------------------------ | ------- |
| Lieutenant-gouverneur | John Crosbie | 2020                 | Saint-Jean de Terre-Neuve | Cathédrale Saint-Jean-Baptiste | [ 65 ]  |

### Ontario

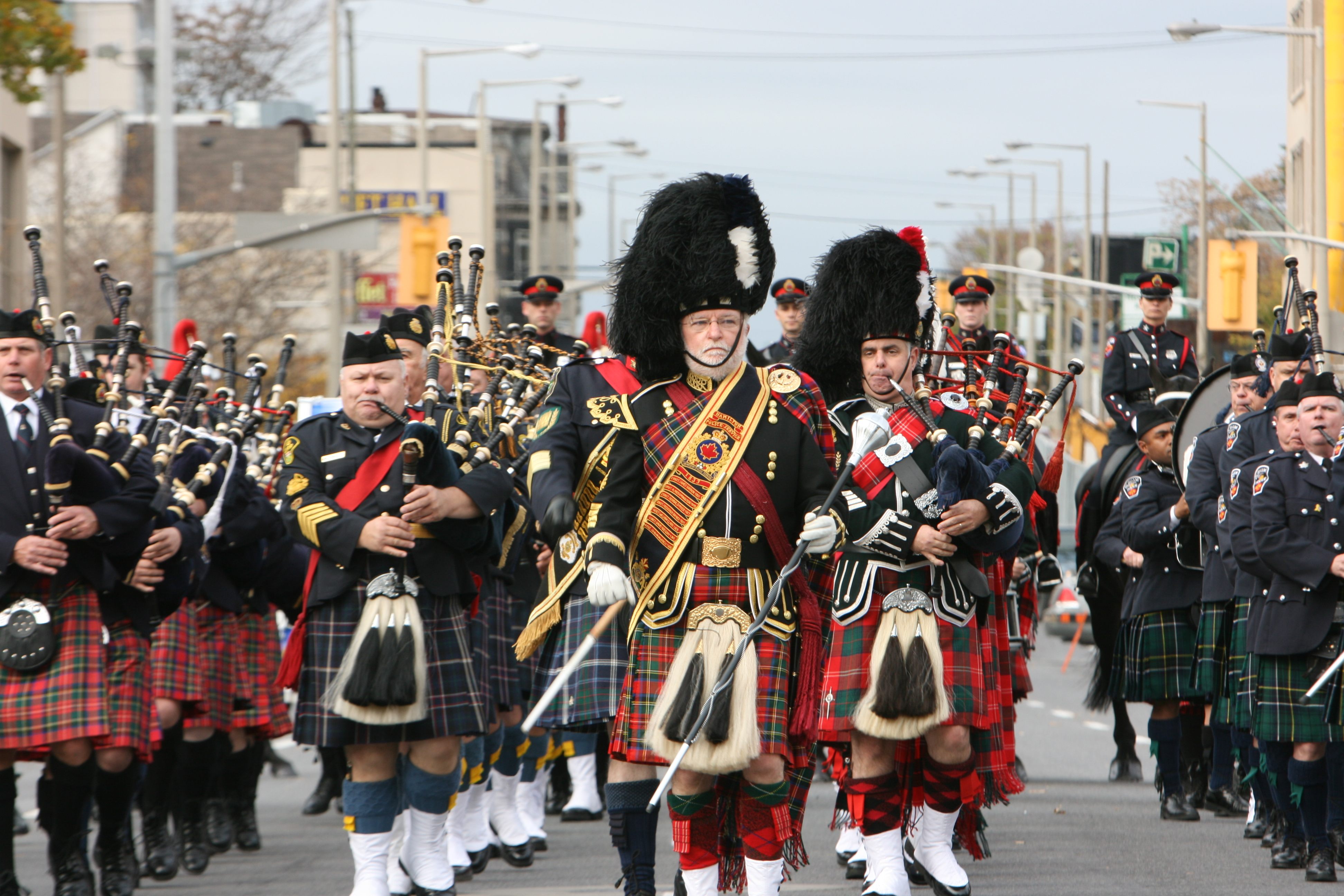
Le cortège funèbre de l'ancien lieutenant-gouverneur de l'Ontario Lincoln Alexander, à Toronto, 2012

| Fonction              | Nom               | Date des funérailles | Lieu de funérailles | Bâtiment                            | Sources |
| --------------------- | ----------------- | -------------------- | ------------------- | ----------------------------------- | ------- |
| Premier ministre      | John Robarts      | 1982                 | Toronto             | Église anglicane Saint-Paul         | ,       |
| Lieutenant-gouverneur | Lincoln Alexander | 26 octobre 2012      | Hamilton            | Théâtre Hamilton Place              |         |
| Lieutenant-gouverneur | David Onley       | 30 janvier 2023      | Toronto             | Église baptiste du parc Yorkminster | [ 68 ]  |
| Maire                 | Hazel McCallion   | 14 février 2023      | Mississauga         | Paramount Fine Foods Centre         | [ 69 ]  |

### Québec
Les funérailles nationales au Québec sont réservées aux anciens premiers ministres. Des funérailles « nationales » pourront être organisées pour d'autres Québécois distingués. Contrairement aux funérailles nationales, celles-ci ne sont que partiellement subventionnées par le gouvernement.
| Fonction         | Nom                   | Date des funérailles | Lieu de funérailles | Bâtiment                        | Sources |
| ---------------- | --------------------- | -------------------- | ------------------- | ------------------------------- | ------- |
| Premier ministre | Maurice Duplessis     | 1959                 | Trois-Rivières      | Cathédrale de l'Assomption      | ,       |
| Premier ministre | Daniel Johnson (père) | 1968                 | Québec              | Basilique-cathédrale Notre-Dame | ,       |
| Premier ministre | Jean Lesage           | 1980                 | Québec              | Basilique-cathédrale Notre-Dame | ,       |
| Premier ministre | René Lévesque         | 1987                 | Québec              | Basilique-cathédrale Notre-Dame | [ 77 ]  |
| Premier ministre | Robert Bourassa       | 1996                 | Montréal            | Basilique Notre-Dame            | [ 78 ]  |
| Premier ministre | Jacques Parizeau      | 2015                 | Montréal            | Église Saint-Germain            | [ 79 ]  |
| Premier ministre | Bernard Landry        | 2018                 | Montréal            | Basilique Notre-Dame            | [ 80 ]  |

#### Funérailles nationales
| Profession                     | Nom             | Date des funérailles | Lieu de funérailles | Bâtiment                                  | Sources |
| ------------------------------ | --------------- | -------------------- | ------------------- | ----------------------------------------- | ------- |
| Athlète                        | Maurice Richard | 2000                 | Montréal            | Basilique Notre-Dame                      | [ 81 ]  |
| Dirigeant syndical             | Louis Laberge   | 2002                 | Montréal            | Basilique-cathédrale Marie-Reine-du-Monde | [ 82 ]  |
| Athlète                        | Jean Béliveau   | 2014                 | Montréal            | Basilique-cathédrale Marie-Reine-du-Monde | [ 83 ]  |
| Producteur et agent de musique | René Angélil    | 2016                 | Montréal            | Basilique Notre-Dame                      |         |
| Athlète                        | Guy Lafleur     | 2022                 | Montréal            | Basilique-cathédrale Marie-Reine-du-Monde |         |

## Liste des cérémonies de commémoration provinciales au Canada

### Alberta
| Fonction        | Nom          | Date de la cérémonie | Lieu de cérémonie | Bâtiment                                        | Sources |
| --------------- | ------------ | -------------------- | ----------------- | ----------------------------------------------- | ------- |
| Reine du Canada | Élisabeth II | 19 septembre 2022    | Edmonton          | Édifice de l'Assemblée législative de l'Alberta |         |

### Colombie britannique
| Fonction        | Nom          | Date de la cérémonie | Lieu de cérémonie | Bâtiment                 | Sources |
| --------------- | ------------ | -------------------- | ----------------- | ------------------------ | ------- |
| Reine du Canada | Élisabeth II | 19 septembre 2022    | Victoria          | Cathédrale Christ Church |         |

### Manitoba
| Fonction        | Nom          | Date de la cérémonie | Lieu de cérémonie | Bâtiment              | Sources |
| --------------- | ------------ | -------------------- | ----------------- | --------------------- | ------- |
| Reine du Canada | Élisabeth II | 19 septembre 2022    | Winnipeg          | Cathédrale Saint-Jean |         |

### Nouveau-Brunswick
| Fonction        | Nom          | Date de la cérémonie | Lieu de cérémonie | Bâtiment                 | Sources |
| --------------- | ------------ | -------------------- | ----------------- | ------------------------ | ------- |
| Reine du Canada | Élisabeth II | 19 septembre 2022    | Frédéricton       | Cathédrale Christ Church |         |

### Terre-Neuve-et-Labrador
| Fonction        | Nom          | Date de la cérémonie | Lieu de cérémonie | Bâtiment                       | Sources |
| --------------- | ------------ | -------------------- | ----------------- | ------------------------------ | ------- |
| Reine du Canada | Élisabeth II | 19 septembre 2022    | St. John's        | Cathédrale Saint-Jean-Baptiste |         |

### Nouvelle-Écosse
| Fonction        | Nom                            | Date de la cérémonie | Lieu de cérémonie | Bâtiment                      | Sources |
| --------------- | ------------------------------ | -------------------- | ----------------- | ----------------------------- | ------- |
| Prince consort  | Prince Philip, duc d'Édimbourg | 17 avril 2021        | Halifax           | Cathédrale de Tous les Saints | [ 84 ]  |
| Reine du Canada | Élisabeth II                   | 19 septembre 2022    | Halifax           | Cathédrale de Tous les Saints |         |

### Ontario
| Fonction        | Nom                            | Date de la cérémonie | Lieu de cérémonie | Bâtiment                           | Sources |
| --------------- | ------------------------------ | -------------------- | ----------------- | ---------------------------------- | ------- |
| Prince consort  | Prince Philip, duc d'Édimbourg | 17 avril 2021        | Toronto           | Église cathédrale de Saint-Jacques | [ 84 ]  |
| Reine du Canada | Élisabeth II                   | 20 septembre 2022    | Toronto           | Église cathédrale de Saint-Jacques |         |

### Île-du-Prince-Édouard
| Fonction        | Nom          | Date de la cérémonie | Lieu de cérémonie | Bâtiment                | Sources |
| --------------- | ------------ | -------------------- | ----------------- | ----------------------- | ------- |
| Reine du Canada | Élisabeth II | 19 septembre 2022    | Charlottetown     | Cathédrale Saint-Pierre |         |

### Saskatchewan
| Fonction        | Nom                               | Date de la cérémonie | Lieu de cérémonie | Bâtiment              | Sources |
| --------------- | --------------------------------- | -------------------- | ----------------- | --------------------- | ------- |
| Reine consort   | La reine Elizabeth, la reine mère | 9 avril 2002         |                   |                       |         |
| Reine consort   | La reine Elizabeth, la reine mère | 9 avril 2002         | Prince-Albert     |                       |         |
| Reine consort   | La reine Elizabeth, la reine mère | 9 avril 2002         | Régina            | Cathédrale Saint-Paul |         |
| Reine consort   | La reine Elizabeth, la reine mère | 9 avril 2002         | Saskatoon         |                       |         |
| Reine du Canada | Élisabeth II                      | 19 septembre 2022    | Régina            | Cathédrale Saint-Paul |         |